# Malé Leváre
Malé Leváre es un municipio del distrito de Malacky en la región de Bratislava, Eslovaquia, con una población estimada a final del año 2024 de 1819 habitantes.
Se encuentra ubicado al norte de la región, en el valle del río Morava y cerca de la frontera con la región de Trnava y con Austria.

## Demografía
| Año        | 1994 | 2004     | 2014    | 2024     |
| ---------- | ---- | -------- | ------- | -------- |
| Población  | 986  | 1097     | 1178    | 1819     |
| Diferencia |      | +11,25 % | +7,38 % | +54,41 % |

| Año        | 2023 | 2024    |
| ---------- | ---- | ------- |
| Población  | 1772 | 1819    |
| Diferencia |      | +2,65 % |